# サッカーアウター・ヘブリディーズ代表
サッカーアウター・ヘブリディーズ代表（サッカーアウター・ヘブリディーズだいひょう。英語: Western Isles representative football team）は、スコットランドの地方行政区画の一つであるアウター・ヘブリディーズのサッカー選抜チームである。アウター・ヘブリディーズ代表は、FIFA及び、UEFAに加盟していないため、ワールドカップ、UEFA欧州選手権に参加できない。
国際アイランドゲームズ協会に所属しており、アイランドゲームズのサッカー競技に2005年より出場している。2005年,2007年大会で3位に入る好成績を挙げた。

## 選手（2009年アイランドゲームズ招集）[2]
- (GK) Colin Macritchie (Stornoway Athletic)
- (GK) Martin MacPhee (Stornoway United)
- Andrew Dunn (Lochs FC)
- Niall Gibson (Lochs FC)
- Ross Hall (Back FC)
- Donald Mackay (Carloway FC)
- Michael Mackay (Back FC)
- Scott Maciver (Stornoway Athletic)
- Martin Maclean (Back FC)
- Kenneth Maclennan (Carloway FC)
- Murdo Maclennan(Back FC)
- Euan Macleod (Back FC)
- David Macmillan (Lochs FC)
- Donal MacPhail (West Side FC)
- Stuart MacPherson (Point FC)
- John Morrison (Lochs FC)
- Andrew Murray (Lochs FC)
- Duncan Steele